# 2,3-Dibrompropionaldehyd
2,3-Dibrompropionaldehyd (Trivialname Acroleindibromid) ist eine chemische Verbindung aus der Gruppe der Aldehyde. Es kommt in zwei enantiomeren Formen vor. Das Stereozentrum liegt an der Position 2.

## Gewinnung und Darstellung
2,3-Dibrompropionaldehyd kann mit Brom aus Acrolein hergestellt werden. Dies wurde zuerst lösungsmittelfrei 1864 von Louis Aronstein versucht, was eine stark exotherme Reaktion ist. Lukicheva et al. berichteten 2018 von der gleichen Reaktion in Tetrachlorkohlenstoff bei 0 °C.

## Verwendung
Aus 2,3-Dibrompropionaldehyd kann Propinal gewonnen werden, indem der Aldehyd als Acetal geschützt wird und  mit starken Basen zwei Äquivalente Bromwasserstoff abgespalten werden.